# Hrabstwo Cass (Dakota Północna)

Piramida wieku hrabstwa

Hrabstwo Cass (ang. Cass County) – hrabstwo w stanie Dakota Północna w Stanach Zjednoczonych. Hrabstwo zajmuje powierzchnię 4 578,87 km² i według szacunków US Census Bureau w roku 2006 miało 132 525 mieszkańców, co czyni je najludniejszym hrabstwem w stanie Dakota Północna. Siedzibą hrabstwa jest miasto Fargo.

## Geografia
Hrabstwo Cass zajmuje powierzchnię całkowitą 4 578,87 km², z czego 4 571,92 km² to powierzchnia lądowa, a 6,94 km² (0,2%) to powierzchnia wodna.

### Miejscowości
| - Argusville - Arthur - Alice - Ayr - Amenia | - Briarwood - Buffalo - Casselton - Gardner - Davenport | - Enderlin - Hunter - Harwood - Horace - Fargo | - Frontier - Kindred - Leonard - Prairie Rose - Page | - Oxbow - Reile's Acres - Mapleton - North River - West Fargo |

### CDP
- Brooktree Park
- Embden
- Erie
- Wheatland